# Rudolf Červený (politik)
Rudolf Červený (24. března 1923 – ???) byl český a československý politik, poúnorový bezpartijní poslanec Národního shromáždění ČSR.

## Biografie
K roku 1954 se profesně uvádí jako mistr v n. p. Tesla, závod J. Hakena.
Ve volbách roku 1954 byl zvolen do Národního shromáždění jako bezpartijní ve volebním obvodu Praha-město. V parlamentu setrval do konce funkčního období, tedy do voleb roku 1960.